# Anglosajones

Los pueblos de Britania en el año 600

Los anglosajones eran un grupo cultural que habitaba gran parte de lo que hoy es Inglaterra en la Alta Edad Media, y hablaban inglés antiguo. Trazaban sus orígenes a colonos germánicos que invadieron el sur y el este de la Gran Bretaña procedentes de Europa continental, desde principios del siglo V hasta la conquista normanda en el año 1066. La era anglosajona denota el período de la historia inglesa entre aproximadamente el año 550, cuando invadieron y colonizaron Britania, y la conquista normanda. Además, el término «anglosajón» es utilizado para denominar al idioma ahora llamado (en inglés) Old English, hablado y escrito por los anglosajones y sus descendientes en gran parte de lo que ahora es Inglaterra y la parte sureste de Escocia entre mediados del siglo V y mediados del siglo XII.
Si bien los detalles no están claros, su identidad cultural se desarrolló a partir de la interacción de estos colonos con la cultura romano-británica preexistente. Con el tiempo, la mayoría de los habitantes de lo que hoy es el sur, el centro, el norte y el este de Inglaterra pasaron a identificarse como anglosajones y a hablar lengua anglosajona. Aunque las invasiones danesa y normanda cambiaron posteriormente la situación de forma significativa, la lengua y estructuras políticas anglosajonas son las predecesoras directas del Reino de Inglaterra medieval y de la lengua inglesa media. Aunque el inglés moderno debe algo menos del 26% de sus palabras al inglés anglosajón antiguo, éste porcentaje incluye la gran mayoría de las palabras utilizadas en el habla cotidiana en ese idioma.
El monje benedictino Beda escribió a principios del siglo VIII identificando a los ingleses como descendientes de tres tribus germánicas:
- Los anglos, que provenían de Anglia (en la Alemania moderna); Beda escribió que su nación íntegra habría llegado a Gran Bretaña,[6] dejando sus anteriores tierras vacías. El nombre England (del anglosajón Engla land o Ængla land) se origina a partir del nombre de esta tribu.[7]
- Los sajones, que provenían de la Baja Sajonia (en la Alemania moderna; en alemán: Niedersachsen) y de los Países Bajos.
- Los jutos, posiblemente de Jutlandia (en la Dinamarca moderna; en danés: Jylland).

Su idioma deriva del dialecto germánico occidental  «ingvaeonico» y evolucionó a partir del siglo XI al inglés medio. El anglosajón se divide en cuatro dialectos principales: el sajón occidental, el dialecto mercio, el dialecto northumbrio y el kéntico.
La historia de los anglosajones es la historia de una identidad cultural. Se desarrolló a partir de grupos divergentes en asociación con la adopción del cristianismo por parte del pueblo y fue parte integral de la fundación de varios reinos. Amenazada por las prolongadas invasiones vikingas danesas y la ocupación militar del este de Inglaterra, esta identidad se restableció, y dominó hasta después de la conquista normanda. La cultura material anglosajona aún puede apreciarse hoy en la arquitectura, estilos de vestir, manuscritos ilustrados, la metalistería y otras manifestaciones artísticas. Detrás de la naturaleza simbólica de estos emblemas culturales se esconden fuertes lazos tribales y señoriales. Las élites se autoproclamaban reyes, y desarrollaron burhs (fortificaciones y asentamientos fortificados) e identificaron sus funciones y gentes en términos bíblicos. Sobre todo, como ha observado la arqueóloga Helena Hamerow, «grupos de parentesco locales y extendidos siguieron siendo... la unidad esencial de producción durante todo el periodo anglosajón». Los efectos persisten. Por ejemplo, un estudio de 2015 descubrió que la composición genética de las poblaciones británicas actuales muestra divisiones de las unidades políticas tribales de principios del periodo anglosajón.
El término Anglo-Saxon ('anglosajón') comenzó a emplearse en el siglo VIII (en latín y en Europa continental) para distinguir a grupos de habla germánica de Britania de grupos del continente (la Antigua Sajonia y Anglia, en el norte de Alemania). En 2003, Catherine Hills resumió la opinión de muchos académicos modernos en su observación de que las actitudes hacia los anglosajones, y por tanto la interpretación de su cultura e historia, han estado «más supeditadas a la teología política y religiosa contemporánea que a cualquier tipo de evidencia».

## Etimología
El término «anglosajón» proviene en primera instancia del inglés Anglo-Saxon y este de algunos escritos del tiempo del rey Alfredo el Grande quien al parecer frecuentemente utilizaba el título Rex Anglorum Saxonum o rex Angul-Saxonum (Rey de los Sajones Ingleses). Además, el término poseía también un significado político que denotaba a los pueblos Sajón y Anglo bajo un mismo liderazgo (el de Alfredo).
Las palabras del idioma anglosajón ænglisc y Angelcynn (Angle-kin, gens Anglorum), cuando fueron identificadas por primera vez, habían perdido ya su sentido original de referirse a los Anglos, distinguiéndolos de los Sajones.
Los nativos británicos, que escribían tanto en latín como en galés, se referían a los invasores y vecinos como Saxones o Saeson. La última denominación (Saeson) es aún hoy en día utilizada en la palabra galesa que denota al pueblo inglés; en la palabra gaélica de Escocia saesonach y en la palabra irlandesa Sasanach.
Luego, el término Angli Saxones parece haber sido usado antes en el continente que en la isla, aproximadamente un siglo antes del uso del Rey Alfredo, por Pablo el Diácono, historiador de los Lombardos, probablemente con el objeto de distinguir los Sajones ingleses de los Sajones continentales (Ealdseaxe, literalmente "viejos sajones").
Los anglos (del anglosajón Engle, Angle) probablemente hayan tomado su nombre de su anterior lugar de origen en, Angul (actualmente Anglia), una región con forma de gancho (compárese con las palabras anglosajonas angel, angul "anzuelo" y anga "gancho").[cita requerida]

## Historia
La historia de la Inglaterra anglosajona abarca la Inglaterra medieval desde el fin del dominio romano y el establecimiento de los reinos anglosajones en el siglo V hasta la conquista normanda de Inglaterra en el año 1066.

### Orígenes (400-600 d.C.)
Hasta el año 400 d. C., la Britania romana, la provincia de Britannia, fue una parte integral y floreciente del Imperio romano de Occidente, ocasionalmente perturbada por rebeliones internas o ataques bárbaros, que fueron sometidos o rechazados por el gran contingente de tropas imperiales estacionadas en la provincia. Para el año 410, sin embargo, las tropas imperiales se habían retirado para hacer frente a crisis en otras partes del imperio, y los romano-britones fueron abandonados a su suerte en lo que se denomina el periodo posromano o subromano del siglo V.
El periodo anglosajón temprano abarca la historia de la Britania medieval que comienza a partir del final de la dominación romana. Es un periodo ampliamente conocido en la historia europea como el Período de las grandes migraciones o Völkerwanderung («migración de los pueblos» en alemán). Fue un periodo de intensificación de las migraciones humanas en Europa desde aproximadamente el año 375 hasta el 800. Los emigrantes eran tribus germánicas como los godos, los vándalos, los anglos, los sajones, los lombardos, los suevos, los frisones y los francos; más tarde fueron empujados hacia el oeste por los hunos, los ávaros, los eslavos, los búlgaros y los alanos. La migración de los pueblos germanos hacia la Britania desde el norte de Alemania, Holanda y el sur de Escandinavia es mencionada por escrito desde el siglo V. Con base en la Historia ecclesiastica gentis Anglorum de Beda, la población invasora estaba compuesta por anglos, sajones y jutos. Sin embargo, evidencias posteriores indican la presencia de frisones y francos. Además, otros de los primeros registros de tales migraciones se puede ver en la Crónica anglosajona. Entre los emigrantes que llegaron a Britania podrían encontrarse también los hunos y los ruginos.: 123–124 
En la actualidad, se acepta de manera generalizada que los anglosajones no fueron simples invasores y colonos germánicos trasplantados procedentes del continente, sino el resultado de interacciones y cambios insulares.
Hacia el año 540, Gildas menciona que, en algún punto del siglo V, un consejo de líderes en Britania acordó ceder a los sajones algunas tierras del este del sur de Britania en virtud de un tratado, un foedus, por el que los sajones defenderían a los britanos de los ataques de pictos y escotos a cambio de alimentos. La evidencia textual más contemporánea es la Crónica Gala del año 452, en la que se dice que para el año 441: «Las provincias británicas, que hasta este momento habían sufrido diversas derrotas y desgracias, están reducidas al dominio sajón». Esto corresponde a una fecha anterior a la de 451 para la «llegada de los sajones» que fue la dada por Beda en su Historia ecclesiastica, escrita hacia el 731 d. C. Se ha argumentado que Beda malinterpretó sus (escasas) fuentes y que las referencias cronológicas de la Historia Britonnum arrojan una fecha plausible en torno al año 428.
Gildas relata cómo estalló una guerra entre los sajones y la población local—el historiador Nick Higham la denomina «Guerra de los federados sajones»—que terminó poco después del asedio en 'Mons Badonicus'. Los sajones regresaron a «su hogar oriental». Gildas califica la paz de «grave divorcio con los bárbaros». El precio de la paz, argumenta Higham, fue un mejor tratado para los sajones, dándoles la posibilidad de recibir tributos de los pueblos de las tierras bajas de Britania. Las evidencias arqueológicas concuerdan con esta cronología más temprana. En particular, la obra de Catherine Hills y Sam Lucy sobre las evidencias del cementerio de Spong Hill ha desplazado la cronología del asentamiento hasta antes del 450, con un número significativo de elementos ahora en fases anteriores a la fecha dada por Beda.
Esta perspectiva de que los anglosajones ejercían un amplio poder político y militar en una fecha temprana sigue siendo discutida. Kenneth Dark ha propuesto una perspectiva diferente en la que se habla en cambio de una continuación en la Britania posrromana, que según él siguió teniendo control sobre su propio destino político y militar durante bastante más de un siglo, sugierendo que la élite subrromana sobrevivió en términos culturales, políticos y de poder militar hasta c. 570. Beda, sin embargo, identifica tres fases de asentamiento: una fase de exploración, en la que mercenarios llegaron para proteger a la población residente, una fase de migración, que fue sustancial, como implica la afirmación de que la Anglia quedó desierta, y una fase de establecimiento, en la que los anglosajones empezaron a controlar zonas, implícita en la afirmación de Beda sobre los orígenes de las tribus.
Los académicos no han llegado a un consenso sobre el número de emigrantes que entraron en Britania en este periodo. Härke sostiene que la cifra oscila entre 100.000 y 200.000. Bryan Ward-Perkins también sostiene que llegaron hasta 200.000 personas. Catherine Hills sugiere que la cifra se acerca más a los 20.000. Una simulación por computador demostró que una migración de 250.000 personas desde Europa continental podría haberse realizado en 38 años. Recientes estudios genéticos e isotópicos sugieren que la migración, que incluyó tanto a hombres como a mujeres, se prolongó durante varios siglos, lo que posiblemente permitió la llegada de un número significativamente mayor de personas de lo que se pensaba. Hacia el año 500, las comunidades anglosajonas se habían establecido en el sur y el este de Britania.
Härke y Michael Wood estiman que la población británica en la zona que acabó convirtiéndose en la Inglaterra anglosajona era de alrededor de un millón de habitantes para comienzos del siglo V. Sin embargo, es motivo de debate qué ocurrió exactamente con los britanos. La explicación tradicional de su invisibilidad arqueológica y lingüística es que los anglosajones los mataron o los expulsaron a los confines montañosos de Britania, una opinión ampliamente respaldada por las escasas fuentes disponibles de la época. Sin embargo, hay indicios de continuidad en los sistemas de paisaje y gobierno local, lo que disminuye la probabilidad de un suceso cataclísmico de este tipo, al menos en algunas partes de Inglaterra. Así pues, los estudiosos han sugerido otras explicaciones menos violentas según las cuales la cultura de los anglosajones, cuyo núcleo de asentamientos a gran escala se limitaba probablemente a lo que hoy es el sudeste de Inglaterra, Anglia Oriental y Lincolnshire, podría haber llegado a ser omnipresente en las tierras bajas de Britania. Härke ha propuesto un escenario en el que los anglosajones, al expandirse hacia el oeste, llegaron a tener más descendientes que los britanos, llegando finalmente a un punto en el que sus descendientes constituyeron una mayoría de la población de lo que se convertiría en Inglaterra. También se ha propuesto que los britanos se vieron desproporcionadamente afectados por las plagas que llegaban a través de los vínculos comerciales romanos, lo que, combinado con una gran emigración a Armórica, podría haber reducido sustancialmente su número.
Aun así, hay un consenso general en que los reinos de Wessex, Mercia y Northumbria albergaron a un número significativo de britanos. Härke afirma que «está ampliamente aceptado que en el norte de Inglaterra la población nativa sobrevivió en mayor medida que en el sur», y que en Bernicia, «un pequeño grupo de inmigrantes pudo haber reemplazado a la élite británica nativa y hacerse cargo del reino como una empresa en marcha». Por su parte, se puede hallar evidencia de los nativos en Wessex en las leyes del rey Ine de finales del siglo VII, que les otorgaron a los nativos menos derechos y un estatus inferior al de los sajones. Esto podría haber supuesto un incentivo para que los britanos del reino adoptaran la cultura anglosajona. Higham señala que «en unas circunstancias en las que la libertad ante la ley, la aceptación entre la parentela, el acceso al mecenazgo y el uso y posesión de armas eran exclusivos de quienes podían alegar ascendencia germánica, hablar inglés antiguo sin inflexión latina o bretona tenía un valor considerable».
Hay evidencia de una influencia británica en las clases de la élite anglosajona emergente. La línea real de Wessex fue fundada según la tradición por un hombre llamado Cerdic, un nombre indudablemente celta cognado con el nombre de Ceretic (el nombre de dos reyes británicos, derivado en última instancia de *Corotīcos). Esto puede indicar que Cerdic era un nativo británico y que su dinastía se anglicizó con el tiempo. Varios de los supuestos descendientes de Cerdic también poseían nombres celtas, como el «bretwalda» Ceawlin. El último hombre de esta dinastía en tener un nombre bretón fue el rey Caedwalla, que murió hacia 689. También en Mercia, varios reyes llevan nombres aparentemente celtas, entre los que destaca Penda. Tan al este como el reino de Lindsey, el nombre celta Caedbaed aparece en la lista de reyes.
Estudios genéticos recientes, basados en datos recogidos de esqueletos hallados en enterramientos de la Edad de Hierro, la época romana y la anglosajona, han llegado a la conclusión de que la ascendencia de la población inglesa moderna contiene grandes aportaciones tanto de emigrantes anglosajones como de nativos romano-británicos.

### La cristianización de Gran Bretaña

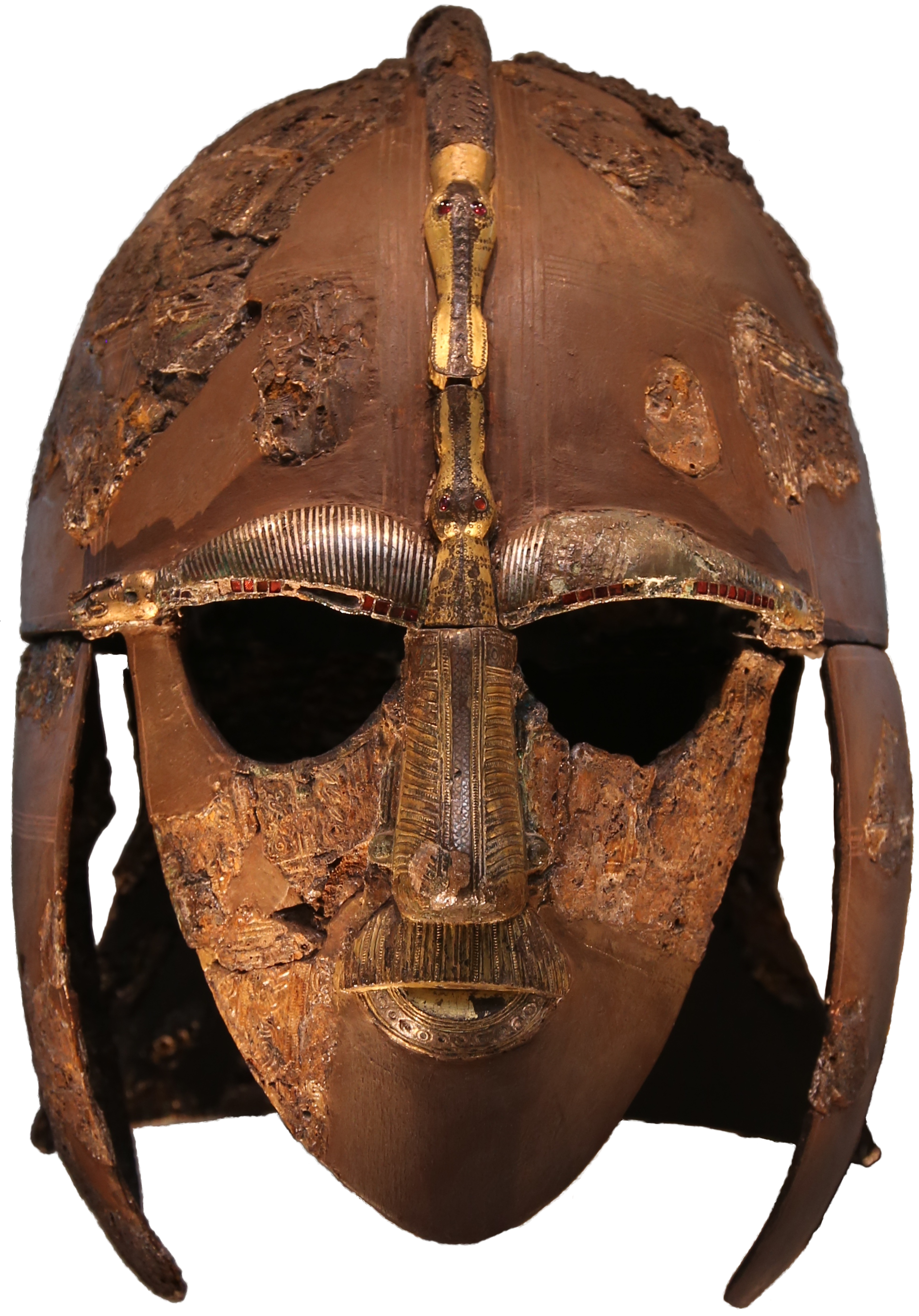
Casco de Sutton Hoo, del año 625

Los britanos celtas, así como los escoceses e irlandeses, permanecieron fieles al cristianismo. Tras la evangelización de Irlanda, la iglesia celta da un gran impulso al cristianismo enviando a San Columba a Escocia, quien convierte a los pictos en el año 563 y funda un monasterio en la isla de Iona. Columba, un monje irlandés que estudió en la escuela monástica de Moville bajo la tutela de san Finnian, llegó a la isla de Iona como autoexiliado en 565. La influencia del monasterio de Iona crecería hasta convertirse en lo que Peter Brown ha descrito como un «imperio espiritual inusualmente extenso», que «se extendía desde el oeste de Escocia hacia el suroeste hasta el corazón de Irlanda y, hacia el sureste, llegaba hasta el norte de Britania, a través de la influencia de su monasterio hermano de Lindisfarne».
En 597, el papa Gregorio Magno envía a Agustín de Canterbury a Kent con cuarenta monjes benedictinos romanos, con el objetivo mayor de convertir a los anglosajones de su paganismo nativo en un hecho conocido como la Misión gregoriana. El rey Ethelberto de Kent (560-616), casado con una reina franca cristiana, Berta (hija de Cariberto I, rey de París), se convierte al cristianismo, siendo canonizado posteriormente como san Adalberto. San Agustín funda un monasterio en Canterbury, donde es coronado obispo en 601, y recibe poderes para nombrar obispos. Desde entonces Canterbury es la sede oficial de la Iglesia Romana en Gran Bretaña. Poco después se inicia la construcción de las catedrales de Rochester y Londres (la Catedral de San Pablo).  Durante este tiempo fundaron iglesias y comenzó una conversión a gran escala en el reino. La llamada «ley de Ethelberto» para Kent, el primer código escrito en cualquier lengua germánica, instituyó un complejo sistema de multas. Kent era rica, con fuertes lazos comerciales con el continente, y es posible que Ethelberto instituyera un control de la realeza sobre el comercio. Por primera vez tras la invasión anglosajona, las monedas empezaron a circular en Kent durante su reinado.
En 633, el rey cristiano San Oswaldo unifica Northumbria y llama a San Aidan, un monje irlandés de Iona, y a los monjes de Dowe para emprender la conversión de los súbditos del reino. San Aidan funda el monasterio de la isla de Lindisfarne en 635, cercano a la fortaleza principal del rey Oswaldo en Bamburgh. Oswaldo pidió que le enviaran una misión para cristianizar el reino de Northumbria de su paganismo anglosajón nativo. Probablemente, Oswaldo había elegido Iona porque, tras la muerte de su padre, había huido al suroeste de Escocia donde había encontrado el cristianismo, y había regresado decidido a cristianizar Northumbria. Aidan logró un gran éxito en la difusión de la fe cristiana, y en tanto no sabía hablar inglés y Oswaldo había aprendido irlandés durante su exilio, Oswaldo actuó como intérprete de Aidan cuando éste predicaba.Más tarde, el santo patrón de Northumberland, san Cutberto, fue nombrado abad del monasterio y luego obispo de Lindisfarne. Una vida anónima de Cutberto escrita en Lindisfarne es el escrito histórico más antiguo en inglés que se conserva, y en su memoria se colocó un evangelio (conocido como el Evangelio de San Cutberto) en su ataúd. La encuadernación de cuero decorado es la encuadernación europea intacta más antigua.
Posteriormente, Oswiu, nuevo rey de Northumbria (641-670), derrota a los mercios en 655 y les impone el cristianismo. Para entonces, los britanos celtas, que evangelizaban a las clases bajas, habían roto su relación con Roma. El rey Oswiu convoca el Sínodo de Whitby y unifica la Iglesia bajo el primado del grecoparlante Teodoro de Tarso, arzobispo de Canterbury. Teodoro funda monasterios y crea una estructura diocesana que permanecerá hasta la Edad Media.
La unidad eclesiástica lograda une a los distintos pueblos ingleses, con una lengua común, y resurge la vida urbana en torno a las principales iglesias. Además se introduce la cultura escrita, de la que como único testimonio del siglo VIII nos ha llegado el poema épico en inglés antiguo Beowulf.

### Heptarquía (600–800)

Ubicación general de los pueblos anglosajones hacia el año 600 d. C.

La evangelización de los anglosajones comenzó en el año 597 y fue completada teóricamente hacia el año 686. A través de los siglos VII y VIII, el poder fue traspasándose entre los reinos más grandes. Beda registra a Ethelberto de Kent como el más dominante hacia fines del siglo VI, pero luego el poder parece haberse trasladado al norte, hacia el Reino de Mercia y el Reino de Northumbria.
Ethelberto como otros reyes fue reconocido por los reyes vecinos como Bretwalda (líder britano). La llamada 'Supremacía Mercia' dominó durante el siglo VIII aunque no fue muy constante. Ethelbaldo y Offa, los dos reyes más poderosos, alcanzaron un prestigio elevado. Offa, rey de Mercia (757-796), llega a dominar todos los reinos excepto el de Northumbria, Wessex y las tierras al norte del Humber. Offa es el primero en llamarse rey de los ingleses. Cercó a los británicos de Gales con la muralla de Offa, una barrera defensiva de 240 km de longitud. Este período es descrito como la "heptarquía", aunque tal término está perdiendo actualmente su uso en el ámbito académico.
La palabra surge en función de que los siete reinos de Northumbria, Mercia, Kent, Anglia Oriental, Essex, Sussex y el de Wessex fueron los gobiernos más importantes del sur de Britania. Estudios recientes han demostrado que las teorías de la 'heptarquía' no están basadas realmente en evidencia fiable y es más probable que el poder haya oscilado entre muchos más 'reinos'. Otros 'reinos' políticamente importantes durante este período fueron: Hwicce, Magonsaete, Lindsey y el de Anglos medios.

### La época vikinga y la conquista normanda (800-1066)
Será Egberto, rey de Wessex (802-839), quien venza a los mercios. Invade Kent y logra dominar Inglaterra. Es el año 827.
Las primeras incursiones de los vikingos daneses suceden en 789. Su finalidad era el pillaje. Pero entre 830 y 860, flotas de cientos de barcos se internan por el estuario del Támesis y se hacen con territorios. En 865, una gran armada vikinga danesa desembarca en East Anglia y toma York en 867. En 869, se hacen con Northumbria y East Anglia y en 870 deciden invadir Wessex, pero ahora encuentran una fuerte resistencia por parte del rey Etelredo I.
Alfredo el Grande, hermano de Etelredo I y su sucesor (871-899), negocia con los vikingos y logra que estos respeten su reino mientras conquistan Mercia. Pero en el 878 atacan Wessex de nuevo, y Alfredo busca refugio en las marismas de Somerset, donde recluta un ejército que vencerá en Edington. Por el tratado de Wedmore (878), Alfredo acepta que los vikingos daneses ocupen gran parte de Inglaterra. El rey vikingo Guthrum es bautizado y coronado como monarca de Danelaw.
La estrategia de Alfredo era ganar tiempo para asentar las bases de una nación unificada y formar un ejército y una armada eficaces. Del pulso del rey Alfredo nace el feudalismo inglés. En 866 toma Londres, construye treinta ciudades fortificadas, con fines defensivos y comerciales, y conquista parte de Mercia. La victoria de Alfredo el Grande en Edington, Wiltshire en el año 878 llevó algo de paz a los reinos. De esta manera logra que a partir de 890 los daneses apenas acosen su reino. Pero al poseer Jorvik, los daneses poseían un importante punto estratégico de apoyo en Inglaterra.
Un hecho importante durante el siglo IX fue la ascensión del Reino de Wessex, a finales del reinado de Alfredo el Grande, quien fue reconocido como jefe supremo por otros reinados sureños. Posteriormente, su nieto Athelstan es considerado como el primer rey de facto sobre lo que hoy consideramos como Inglaterra.
Hacia fines del siglo X comenzó a surgir un interés renovado de los escandinavos por Inglaterra, con las conquistas de Svend I y su hijo Canuto el Grande. Hacia el año 1066 existieron tres lords que reclamaban el trono inglés, llevando esto a dos invasiones y a las batallas de Stamford Bridge y a la Batalla de Hastings. Esta última anunciaba el inicio de la conquista normanda, que terminaría con el derrocamiento de la política y forma de gobierno anglosajona y su reemplazo con las leyes normandas.

### Después de la conquista normanda
Después de la conquista, la nobleza anglosajona se había o bien exiliado o había pasado a las filas de los campesinos. Ha sido estimado que alrededor de solo el 8 por ciento de las tierras se encontraban bajo dominio anglosajón hacia el año 1087. Muchos nobles anglosajones huyeron a Escocia, Irlanda y Escandinavia.  El Imperio Bizantino se convirtió en un destino usual de los soldados anglosajones ya que los bizantinos necesitaban de mercenarios. Estos se tornaron parte importante de la Guardia varega, hasta ese momento, principalmente compuesta por escandinavos. Sin embargo, la población de Inglaterra se mantuvo en su mayoría de ascendencia anglosajona; para ellos, el cambio inmediato fue pequeño, solo habían cambiado un lord anglosajón por uno Normando.

### Fin del dominio danés
En el año 991 se produce una nueva invasión danesa, que vence en la batalla de Maldon. Ante el nuevo ataque, el rey Etelredo II (968-1016) se casa en 1001 con la hija del duque de Normandía para asegurarse su apoyo. Pero los ataques vikingos arrecian y el rey danés Svend Forkbeard invade Inglaterra en el 1013 con ánimo de conquista, haciéndose con Oxford y Londres. Ethelred huye a Normandía.
Al poco tiempo, en 1014, muere Svend, y los daneses de Inglaterra aceptan como rey a su hijo Knut –Canuto el Grande-, quien en 1016 vence a Edmund Ironside, hijo de Ethelred. Canuto se casa con la viuda de Edmund, se convierte al cristianismo y es proclamado rey de Inglaterra (1016-1035). Canuto convoca una gran asamblea en 1018 y logra la conciliación de ingleses y daneses, jurando respetar las leyes y tradiciones anglosajonas.
En Dinamarca muere el rey Harald II de Dinamarca, hermano de Canuto, con lo que este asume la corona danesa y se desentiende progresivamente de Inglaterra. Conquista Noruega y recibe homenaje del rey de Escocia. La línea de sucesión danesa en Inglaterra se extingue definitivamente en 1042.
Cuando los daneses desaparecieron de las islas británicas, se restaura la dinastía de Wessex en un hijo de Ethelred, Eduardo el Confesor (1042-1066), que introduce definitivamente el feudalismo en Inglaterra. Así, el Witan -formado por nobles, obispos y hombres influyentes- elige al rey y lo aconseja. El territorio se articula en condados, cuya administración corresponde a un tribunal y sheriff, en representación del rey. También se implanta el catastro como eficaz sistema de recaudación de tributos e impuestos.
A pesar de que Eduardo había hecho voto de castidad, contrae matrimonio con la hija de Godwin, conde de Wessex y Kent. Traslada la Corte a Londres y se rodea de consejeros normandos –Eduardo se había educado en Normandía-, designando a uno de ellos, Roberto de Jumieges, como Arzobispo de Canterbury. Eduardo es dispensado por el Papa de su voto de peregrinar a Roma a cambio de la construcción de la abadía de Westminster, en las cercanías de palacio.
El rey Eduardo gozó de gran popularidad entre su pueblo, quien convirtió su memoria en el símbolo de la Inglaterra independiente.
Eduardo muere sin descendencia. A partir de 1050 luchan por el poder Godwin y sus hijos Sveynd, Haroldo y Tostig, el rey Magnus I de Noruega y su hijo Harald Haardrade, así como Guillermo, hijo bastardo del duque Roberto I de Normandía. Será precisamente el último, Guillermo, quien, tras vencer en la batalla de Hastings el 14 de octubre de 1066, sea coronado en la abadía de Westminster como nuevo rey el día de Navidad de ese mismo año.

## Cultural

### Arquitectura
Las primeras estructuras halladas en la Britania eran en su mayoría simples, no predominaba el uso de mampostería, excepto para los cimientos, y se utilizaba madera con tejados de paja. Preferían no asentarse en las antiguas ciudades romanas sino que construían pequeños pueblos cercanos a sus centros agrícolas, en el vado de los ríos o ubicados de tal forma que sirvieran de puertos.
Quedan solo unos pocos restos de la arquitectura anglosajona. Al menos unas cincuenta iglesias son de origen anglosajón. Aunque en la mayoría de los casos la arquitectura anglosajona ocupa solo una porción de las estructuras o se encuentran muy alteradas. Todas las iglesias que persisten, excepto una de madera, fueron construidas con piedras o ladrillos y en algunos casos evidencian haber reutilizado materiales y trabajos romanos.
Las características arquitectónicas de las construcciones religiosas anglosajonas abarcan desde influencias celtas en las primeras construcciones; basílicas influenciadas por la arquitectura románica; al período anglosajón tardío con una arquitectura que se caracterizaba por poseer pilastras sin capitel, arcadas ciegas, formas de balaustre y aberturas de forma triangular.

### Arte

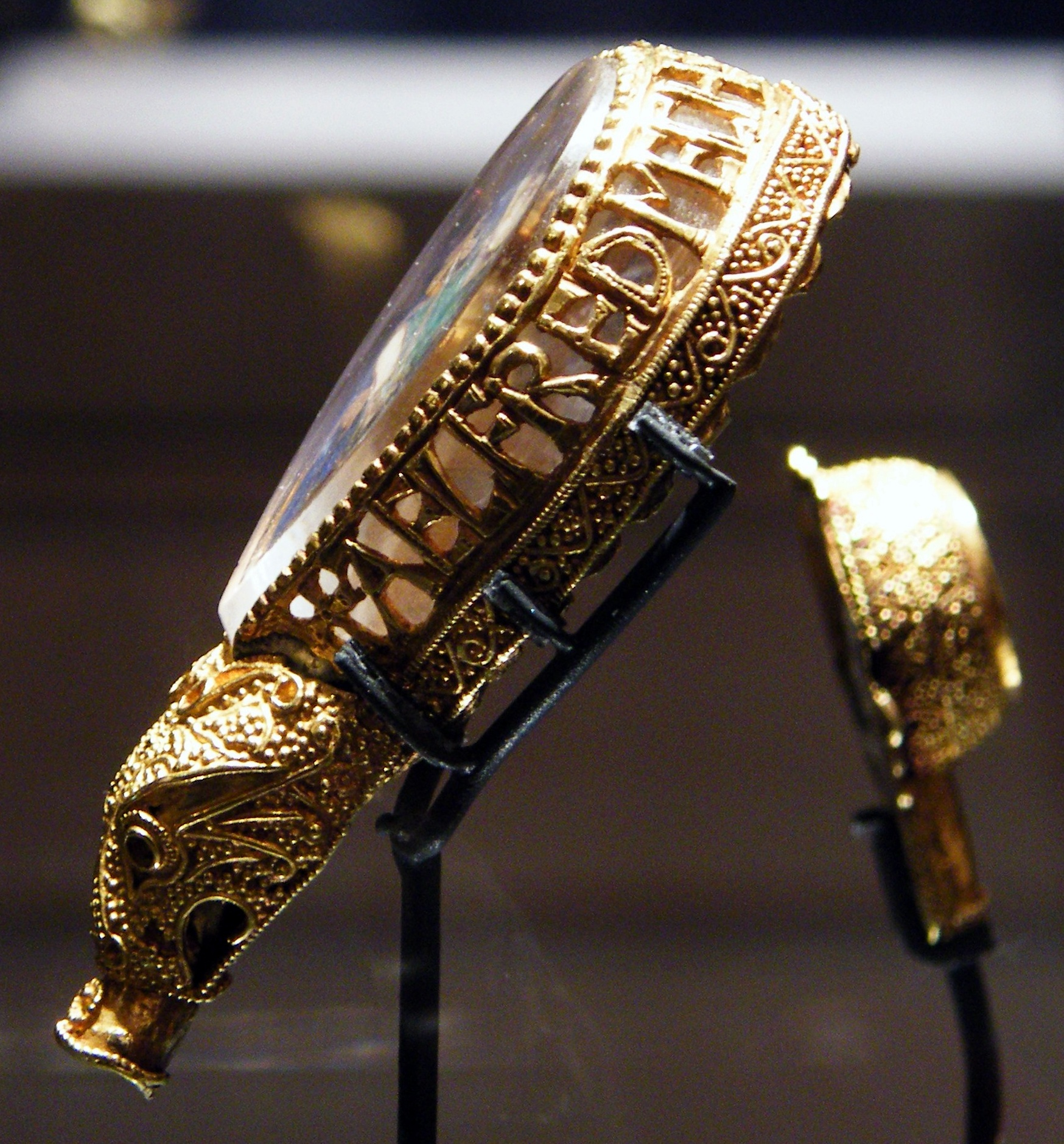
Joyería anglosajona

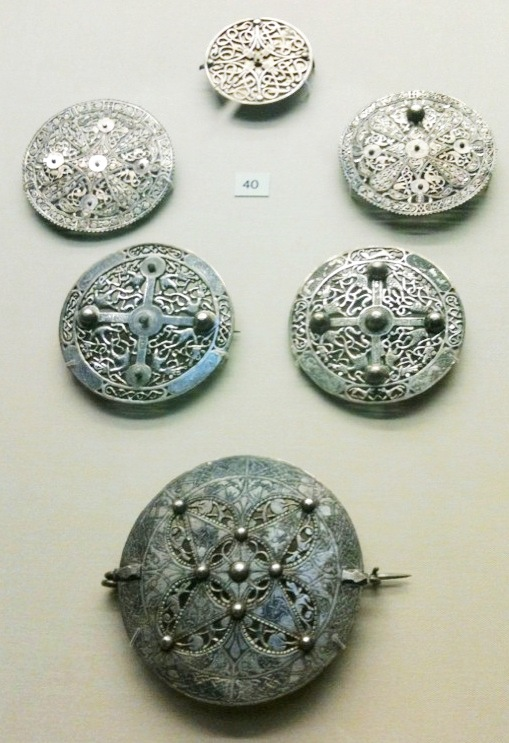
El tesoro Pentney

El arte anglosajón anterior al tiempo de Alfredo el Grande (871-899) es en su mayoría de estilo Hiberno-Sajón o insular, una mezcla de técnicas y motivos anglosajones y celtas. El tesoro de Sutton Hoo es un ejemplo de trabajo del metal y joyería de las épocas tempranas de la cultura anglosajona. El período que va desde el reinado de Alfredo el grande hasta la conquista normanda, con la reanimación de la economía inglesa y su cultura luego del fin de las incursiones vikingas lleva a un estilo distinto en el arte anglosajón al haber contacto con las tendencias del continente.
El arte anglosajón es principalmente conocido hoy en día a través de los manuscritos ilustrados, como el "Benediccional de San Ethelwold" (Biblioteca Británica) y el "Misal de Leofric" (Oxford Bodleian Library, MS Bodl, 579). Ambas piezas de referencia del "Estilo Winchester" tardío, que recuerda al arte Hiberno-Sajón, al arte carolingio y al bizantino por el estilo y la iconografía combinando las tradiciones ornamentales del norte con las tradiciones figurativas del Mediterráneo. Por ejemplo, el Salterio de Hartley fue una copia del Salterio de Utrecht carolingio — el cual fue una importante influencia en la creación del estilo anglosajón de dibujo a pluma.
Los manuscritos no fueron la única forma de arte anglosajón, sin embargo son los que han perdurado en mayor cantidad frente a otros objetos. Aquellos contemporáneos de Europa estimaron a la orfebrería y al bordado anglosajón (Opus anglicanum) como de mucha calidad. Quizá, la pieza más conocida del arte anglosajón es el "Tapiz de Bayeux", el cual fue encargado por un cliente normando a artistas ingleses que trabajaban según el tradicional estilo anglosajón. El ejemplo más popular del arte anglosajón se encuentra en las monedas, con miles de ejemplares existentes. Los artistas anglosajones también trabajaron el fresco, el marfil, la escultura en piedra, el metal y el esmalte; pero solo unas pocas piezas de ellas lograron sobrevivir.

### Lengua
El idioma anglosajón, o inglés antiguo, fue aquel hablado en la época de Alfredo el Grande y continuó siendo el idioma más común de Inglaterra (no en el Danelaw) hasta la conquista normanda de 1066, cuando bajo la influencia del idioma Anglo-normando hablado por la clase dominante el anglosajón comenzó a evolucionar hacia el Inglés medio en un período que abarca desde 1150 hasta 1500.
El anglosajón es una lengua mucho más cercana a las lenguas germánicas que el inglés medio. Es una lengua mucho menos latinizada y retiene muchas características morfológicas (como la flexión nominal y verbal) que se perdieron durante los siglos XII a XIV. Los idiomas que hoy en día son más cercanos al anglosajón son los frisios, que son hablados por algunos habitantes del norte de Alemania, Holanda y otras partes de Dinamarca.
Antes de que la alfabetización anglosajona o latina se expandiera, se utilizaba en las inscripciones un alfabeto rúnico, el Futhorc. Pero cuando la alfabetización fue más amplia, se impuso el alfabeto latino anglosajón con algunas pocas letras derivadas del futhorc: 'Thorn' ‹þ› y 'wynn' ‹ƿ› (reemplazada generalmente con una <w> en las reproducciones modernas).
Las tipografías usualmente utilizadas e impresas en los textos editados del anglosajón son las siguientes: 
- a æ b c d ð e f g h i l m n o p r s t þ u w x y

con solo esporádicas apariciones de j, k, q, v y z.

### Literatura

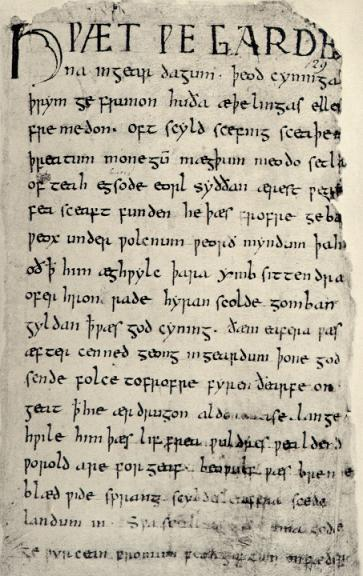
Primera página de Beowulf

Los trabajos literarios anglosajones cultivaron géneros como el de la epopeya, la hagiografía, el sermón, traducciones bíblicas, trabajos legales, crónicas, adivinanzas y otros. Y en todos aquellos géneros existen alrededor de 400 manuscritos que han sobrevivido hasta nuestros días.
Los trabajos más famosos incluyen el poema "Beowulf"; la "Crónica anglosajona" (una colección de historia inglesa antigua) y el Cædmon's Hymn del siglo VII es el texto literario inglés más antiguo del cual se tiene conocimiento.

### Religión
Las creencias de los nativos precristianos eran una forma paganismo germánico y por lo tanto muy cercano al nórdico como a otras culturas germánicas precristianas.
El cristianismo fue desplazando gradualmente las religiones nativas de los ingleses entre los siglos VII y VIII. El cristianismo celta fue introducido en Northumbria y Mercia por medio de monjes desde Irlanda; pero luego, el Sínodo de Whitby estableció la opción por el rito romano. Debido a que los nuevos clérigos fueron los cronistas e historiadores, la antigua religión se perdió parcialmente antes de ser registrada. Hoy en día, el conocimiento que se tiene de ella se basa principalmente en costumbres, folclore, textos, nexos etimológicos y hallazgos arqueológicos.
Una de las pocas referencias registradas es la de un rey de Kent que afirmaba que solamente se reuniría con el misionero Agustín de Canterbury a cielo abierto, donde estaría bajo la protección del dios de los cielos, Wōden. Además, las prohibiciones cristianas escritas sobre actos paganos son unas de las fuentes principales de información para los historiadores acerca de las creencias precristianas.
A pesar de tales prohibiciones, numerosos elementos de la cultura precristiana de los anglosajones sobrevivieron al proceso de cristianización. Por ejemplo, los nombres ingleses de los días de la semana.
- Tiw, es el equivalente anglosajón de Tyr: Tuesday (martes)
- Wōden, el equivalente anglosajón de Odín: Wednesday (miércoles)
- Þunor, equivalente de Thor: Thursday (jueves)
- *Fríge, el equivalente anglosajón de Frigg: Friday (viernes)